# Neolitsea homilantha
Neolitsea homilantha là loài thực vật có hoa trong họ Nguyệt quế. Loài này được C.K. Allen miêu tả khoa học đầu tiên năm 1938.